# V533 Carinae
V533 Carinae eller HD 97534, är en dubbelstjärna i norra delen av stjärnbilden Kölen i närheten av Carinanebulosan. Den har en skenbar magnitud av ca 4,59 och är svagt synlig för blotta ögat där ljusföroreningar ej förekommer. Baserat på parallax enligt Gaia Data Release 1 på ca 1,2 mas, beräknas den befinna sig på ett avstånd på ca 12 700 ljusår (ca 3 900 parsek) från solen. Den rör sig närmare solen med en heliocentrisk radialhastighet på ca -8 km/s och ingår i den öppna stjärnhopen Collinder 240 och är tillsammans med de små stjärnhoparna Hogg 10 och 11 en del av stjärnföreningen Carina OB2.

## Egenskaper
V533 Carinae är en vit till blå superjättestjärna av spektralklass M2 Ib:. Den har en massa som är ca 17 solmassor, en radie som är ca 142 solradier och har ca 96 000 gånger solens utstrålning av energi från dess fotosfär vid en effektiv temperatur av ca 8 300 K.
V533 Carinae är den ljusaste stjärnan i regionen. De andra ljusstarka stjärnorna i NGC 3572 är heta unga stjärnor som HD 97166 och alla hopar i regionen är bara några miljoner år gamla. V533 Carinae klassificeras som en dubbelstjärna med en stjärna av skenbar magnitud 11,5, separerad med 21,7 bågsekunder, som följeslagaren.

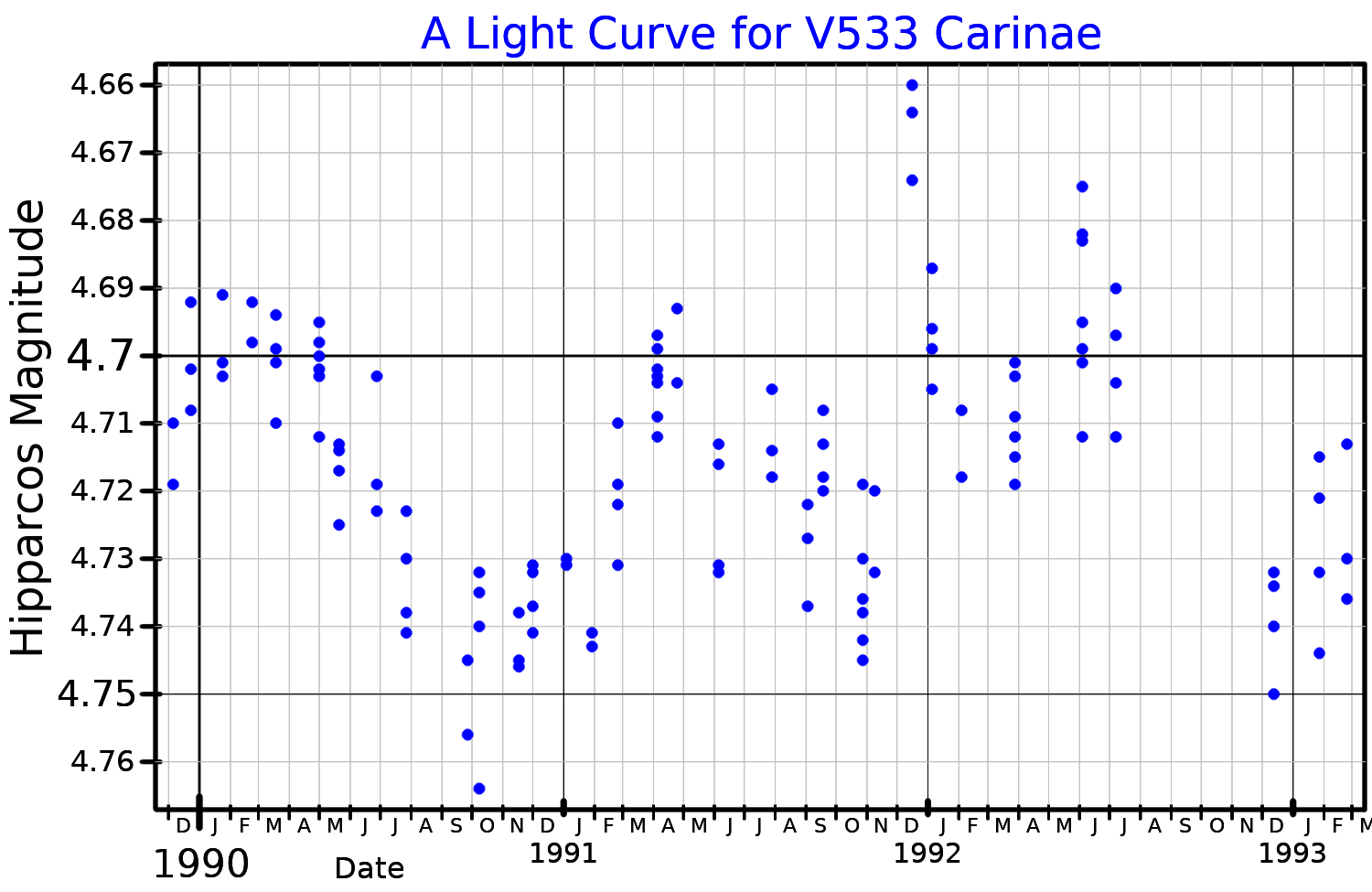
Ljuskurva för V533 Carinae, plottad från Hipparcos-data.

## Variation
V533 Carinae var en av många stjärnor med liten amplitud som upptäckts genom analys av Hipparcos fotometri. Den fick sin variabelbeteckning 1999 inom en sats av 2 675 nya variabler. Den klassificeras som en Alfa Cygni-variabel och dess ljusstyrka varierar från magnituden +4,69 till +4,75 mätt på Hipparcos fotometriska skala. En period på 1,58499 dygn och en genomsnittlig visuell amplitud på 0,0146 magnitud anges även om variationerna inte är strikt regelbundna.